# Eishockey-Eredivisie (Niederlande) 2004/05
Die Saison 2004/05 war die 45. Spielzeit der Eredivisie, der höchsten niederländischen Eishockeyspielklasse. Meister wurden zum insgesamt sechsten Mal in der Vereinsgeschichte die Amsterdam Bulldogs.  

## Modus
Auch wenn die Eredivisie wieder sechs Teilnehmer hatte, bestritt man zunächst einen gemeinsamen Pokalwettbewerb mit den Erstligisten aus Belgien. Gemäß ihrer Platzierung im gemeinsamen belgisch-niederländischen Pokalwettbewerb, wurden die Eredivisie-Teilnehmer in der Eredivisie-Hauptrunde in zwei Gruppen eingeteilt. Alle drei Mannschaften der Gruppe A sowie der Erstplatzierte der Gruppe B qualifizierten sich für die Playoffs, in denen der Meister ausgespielt wurde. Für einen Sieg nach regulärer Spielzeit erhielt jede Mannschaft drei Punkte, für einen Sieg nach Overtime gab es zwei Punkte, bei einer Niederlage nach Overtime gab es einen Punkt und bei einer Niederlage nach regulärer Spielzeit null Punkte.

## Hauptrunde

### Gruppe A
|    | Klub               | Sp | S | OTS | OTN | N | T  | GT | Punkte |
| -- | ------------------ | -- | - | --- | --- | - | -- | -- | ------ |
| 1. | Amsterdam Bulldogs | 4  | 4 | 0   | 0   | 0 | 21 | 9  | 12     |
| 2. | Eaters Geleen      | 4  | 1 | 0   | 0   | 3 | 12 | 18 | 3      |
| 3. | Heerenveen Flyers  | 4  | 1 | 0   | 0   | 3 | 9  | 15 | 3      |

Sp = Spiele, S = Siege, OTS = Siege nach Overtime, OTN = Niederlagen nach Overtime, N = Niederlagen

### Gruppe B
|    | Klub                 | Sp | S | OTS | OTN | N | T  | GT | Punkte |
| -- | -------------------- | -- | - | --- | --- | - | -- | -- | ------ |
| 4. | Tilburg Trappers     | 4  | 2 | 0   | 0   | 2 | 16 | 11 | 6      |
| 5. | Nijmegen Emperors    | 4  | 2 | 0   | 0   | 2 | 12 | 14 | 6      |
| 6. | H.IJ.S Hoky Den Haag | 4  | 2 | 0   | 0   | 2 | 14 | 17 | 6      |

Sp = Spiele, S = Siege, OTS = Siege nach Overtime, OTN = Niederlagen nach Overtime, N = Niederlagen

## Playoffs
|  | Halbfinale          | Halbfinale        |                   |  | Finale | Finale |
|  |                     |                   |                   |  |        |        |
|  | Amsterdam Bulldogs  | 3                 |                   |  |        |        |
|  | Tilburg Trappers    | 1                 |                   |  |        |        |
|  |                     |                   |                   |  |        |        |
|  |                     |                   |                   |  |        |        |
|  | Amsterdam Bulldogs  | 3                 |                   |  |        |        |
|  |                     | Heerenveen Flyers | 0                 |  |        |        |
|  |                     |                   |                   |  |        |        |
|  | Spiel um Platz drei |                   |                   |  |        |        |
|  |                     |                   | nicht ausgespielt |  |        |        |
|  | Eaters Geleen       | 1                 |                   |  |        |        |
|  | Heerenveen Flyers   | 3                 |                   |  |        |        |